# الیرهایلیگن بی ویلدان
الیرهایلیگن بی ویلدان (به آلمانی: Allerheiligen bei Wildon) یک سکونتگاه مسکونی در اتریش است که در Leibnitz District واقع شده‌است.

## خصوصیات
الیرهایلیگن بی ویلدان ۲۰٫۳ کیلومترمربع مساحت دارد ۴۰۷ متر بالاتر از سطح دریا واقع شده‌است.